# Винниченко, Владимир Кириллович
Влади́мир Кири́ллович Винниче́нко (укр. Володимир Кирилович Винниченко; 16 (28) июля 1880, Елисаветград, Херсонская губерния — 6 марта 1951, Мужен, Франция) — украинский и советский политический и общественный деятель, революционер, писатель, драматург, художник, один из основоположников национал-коммунизма.

## Биография

### Ранние годы
Родился 26 июля 1880 года в крестьянской семье.
Его отец — Кирилл Васильевич Винниченко, крестьянин-батрак, переехал из деревни в Елисаветград (ныне — Кропивницкий) и вступил в брак со вдовой Евдокией Павленко, урождённой Линник. От первого брака мать Винниченко имела троих детей: Андрея, Марию и Василия; от брака с Кириллом Винниченко родился один Владимир.
В народной школе Владимир проявил себя способным учеником, и родители, несмотря на сложное материальное положение семьи, решили продолжить его учёбу. Однако «революционная деятельность» молодого Винниченко доставляла огромное количество проблем в дальнейшем обучении.
С десяти лет получал среднее образование в Елисаветградской гимназии. Скудную денежную помощь для учёбы ему оказывал старший брат, работавший в городской типографии. Однако уже в седьмом классе Владимир Винниченко был исключён из гимназии после недели пребывания в карцере за написание революционной поэмы. Не имея средств для существования, был вынужден странствовать по Южной Украине в поисках кратковременного заработка, параллельно усиленно занимаясь самообразованием. Затем в 1900 году экстерном сдал экзамен в Златопольскую гимназию и получил аттестат зрелости.
В 1901 году поступил на юридический факультет Киевского университета Святого Владимира. К этому времени он уже познакомился с социалистическим учением через популярные изложения трудов Карла Маркса, распространяемые нелегально, и укрепился в своих социал-демократических убеждениях. Сразу после поступления в Киевский университет создал там тайную революционную студенческую организацию, которая носила название «Студенческой общины», и в дальнейшем принимал активное участие в революционном движении.
Принадлежал к киевской Громаде, рано вступил в Революционную украинскую партию (РУП) — первую украинскую политическую партию в принадлежавшей Российской империи части Украины. По поручению партии проводил агитационно-пропагандистскую работу среди рабочих Киева и крестьян Полтавской губернии, за что в 1902 году был арестован и, так и не успев закончить первый курс, исключён из университета без права продолжения учёбы в любом другом высшем учебном заведении. Выехав на Полтавщину, начал работать домашним учителем и успел принять участие в работе I съезда РУП, однако в конце года отправлен в 5-й сапёрный батальон.

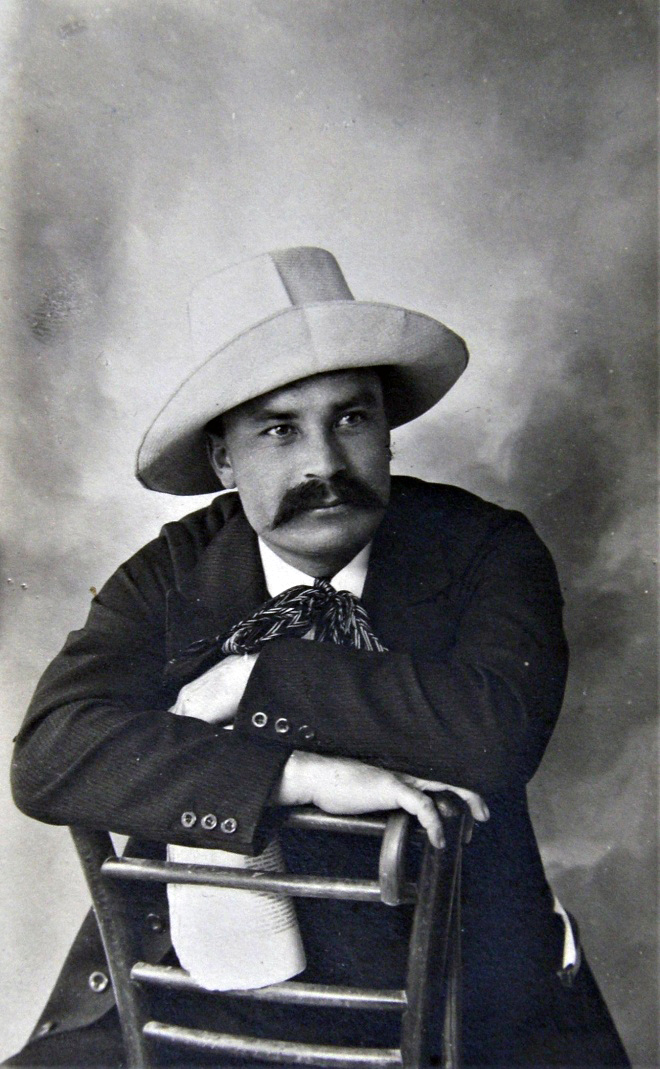
Винниченко в 1910-х

В феврале 1903 года Винниченко удалось бежать в Австро-Венгрию и осесть во Львове, где он начинает сотрудничать с местными представителями украинского движения. Он входит в заграничный комитет РУП и становится главным редактором газеты «Гасло» («Лозунг»). Изучив немецкий язык, он занимается переводом и популяризацией трудов Карла Каутского, Поля Лафарга, Фердинанда Лассаля и других теоретиков европейской социал-демократии. При одной из попыток перевести через границу в Россию нелегальную литературу в июле 1903 года задержан в Волочиске и заключён в одиночной камере Лукьяновской тюрьмы в Киеве. По вынесенному приговору на полгода отправлен в дисциплинарный батальон, после чего снова эмигрирует.
Владимир Винниченко был одним из основателей Украинской социал-демократической рабочей партии (УСДРП) (созданной в декабре 1905 года в ходе русской революции 1905—1907 на базе РУП), в которой возглавлял левое крыло. Входил в состав центральных органов партии. С 1906 по 1914 годы Винниченко, ведя подпольную и полулегальную деятельность в разных уголках Российской империи, неоднократно подвергался полицейскому преследованию и арестам, вследствие чего несколько раз оказывался в эмиграции (для его литературной деятельности послереволюционного периода характерно общее чувство надломленности и упадка). После очередного ареста и заключения с угрозой пожизненной каторги Винниченко с помощью товарищей удалось вырваться из рук царской охранки и эмигрировать во Францию, где в 1910 году он вошёл в состав «Украинской громады» в Париже. Некоторое время жил во Львове (1913—1914), где редактировал журнал «Дзвін» («Колокол»). С началом Первой мировой войны Винниченко возвратился в Россию и жил преимущественно в Москве под чужим именем до 1917 года, занимаясь литературной деятельностью и сотрудничая в журнале «Украинская жизнь».

### После 1917 года
Сразу после Февральской революции вернулся на Украину и принялся за активную политическую работу, вступил в созданную 3—4 марта 1917 года Украинскую Центральную раду (УЦР). Конференция УСДРП подтвердила положение Винниченко как руководителя партии. В апреле 1917 он был избран заместителем председателя УЦР Михаила Сергеевича Грушевского (наряду с Сергеем Александровичем Ефремовым) и заместителем главы Малой рады. Назначен главой украинской делегации, отправленной 16 мая 1917 года в Петроград для переговоров с Временным правительством относительно признания УЦР высшим краевым органом власти и предоставления Украине прав автономии в составе перестроенной по федеративному образцу России.
После издания Радой I Универсала 15 июня 1917 года возглавил Генеральный секретариат — фактический орган исполнительной власти на территории 9 (позже 5) украинских губерний, а также занял в нём должность генерального секретаря (министра) внутренних дел. Автор практически всех официальных деклараций и законодательных актов Украинской Народной Республики (УНР). В октябре 1917 года Временное правительство, обеспокоенное растущей самостоятельностью Центральной рады, вновь распространившей своё влияние на 9 губерний, вызвало членов Генерального секретариата, включая Винниченко, в Петроград (якобы для переговоров). От тюремного заключения их уберегло свержение Временного правительства Октябрьской революцией, свидетелем которой стал Винниченко. От имени УЦР вёл переговоры с Совнаркомом.
В январе 1918 года, когда Центральная рада в IV Универсале провозгласила независимость УНР для возможности ведения переговоров с Центральными государствами в Брест-Литовске, Генеральный секретариат был преобразован в Совет народных министров. 27 января (9 февраля) 1918 год между Украинской Народной Республикой и Центральными державами в Брест-Литовске был подписан Брестский мир. Винниченко стал премьер-министром формально суверенного государства, однако уже в том же месяце из-за межпартийных трений подал в отставку. Под натиском наступавших красноармейских частей правительство УНР бежало на запад. Винниченко вместе с женой Розалией Яковлевной под чужой фамилией уехал на юг, в Бердянск.
После организованного немецкими оккупационными войсками переворота Павла Скоропадского 29 апреля 1918 года бежал из Киева на хутор Княжья Гора близ Канева, где рассчитывал заняться литературным творчеством и, в частности, написал пьесу «Между двух сил». Вскоре планы Винниченко были расстроены гетманской администрацией, арестовавшей его по сфабрикованным обвинениям. в подготовке государственного переворота. Возможно, гетман хотел удалить Винниченко как негативного, но влиятельного человека на Украине из-за письма, в котором Владимир Кириллович предложил Скоропадскому идею «прокатиться по Украине волне большевизма», что, согласно воспоминаниям гетмана было безумством. Однако под нажимом немецкого командования, опасавшегося дестабилизации политической ситуации (что после освобождения Винниченко и произошло), Скоропадский и его министр внутренних дел Кистяковский были вынуждены освободить Владимира Кирилловича. После своего освобождения Винниченко снова перешёл к активной политической деятельности, возглавив политические силы, оппозиционные к «самопровозглашённому» гетману.
В августе 1918 года Винниченко вошёл в оппозиционный к гетманскому режиму Скоропадского Украинский национальный союз (ранее носивший название Украинского национально-государственного союза), решительно настаивая на восстановлении республики. 18 сентября он возглавил УНС, сменив на этом посту нерешительного А. Никовского. Винниченко и близкий к нему Никита Шаповал рассчитывали объединить усилия украинских социалистических партий (УСДРП, УПСР) с большевиками для организации вооружённого выступления против диктатуры Скоропадского и с этой целью вёл в Киеве тайные переговоры с Христианом Раковским и Дмитрием Мануильским. Винниченко соглашался на советскую власть на Украине при условии, чтобы ему дали полную волю в деле проведения украинизации. Винниченко заявлял: «Точно так, как вы создали диктатуру рабочих и крестьян в России, так нам надо создать диктатуру украинского языка на Украине». Когда передали эти слова Ленину, он сказал: «Разумеется, дело не в языке. Мы согласны признать не один, а даже два украинских языка, но, что касается их советской платформы — они нас надуют».
Одновременно, чтобы отвести внимание властей, Винниченко согласился на участие в переговорах с гетманом о создании «правительства народного доверия».
После Ноябрьской революции в Германии совместно с Симоном Петлюрой выступил одним из инициаторов восстания против Украинской Державы и создания Директории УНР 14 ноября 1918 года. На следующий день, находясь в Белой Церкви, Винниченко объявил о начале вооружённого восстания Директории и примкнувшего к ней корпуса украинских сечевых стрельцов под командованием Евгения Коновальца против гетманской власти. После ухода немцев и изгнания гетмана 18 декабря 1918 года Винниченко вернулся в Киев и возглавил Директорию, к этому моменту ставшую коллективным органом исполнительной власти. В составе Директории Винниченко противостоял правым позициям Петлюры, выступая за социалистические преобразования и мир с Советской Россией. Идейно-политическое и межличностное противостояние между Винниченко и Петлюрой, стремившимся к единоличной военной и политической власти, способствовало потере и так неустойчивой власти Директории над большей частью Украины. Сам Винниченко, имевший больше возможностей и прав в управлении УНР, распустил большую часть армии. С этого можно вывести, что Винниченко занимался контрреволюцией в УНР в пользу РСФСР, начавшей новый советско-украинский конфликт.

### В эмиграции
По указанию Антанты Винниченко как «почти большевик» вместе с остальными левыми социалистами выведен из состава Директории и других органов власти УНР 10 февраля 1919 года. После ухода её руководителя Директория фактически превратилась в походный лагерь при командовании верховного атамана Петлюры, а сам Винниченко вскоре уехал за границу, намереваясь принять участие в работе конференции Второго интернационала в Берне. В эмиграции его политические воззрения трансформировались в направлении национал-коммунизма и восприятия советской власти. Непродолжительное время находился в Венгрии, где встречался с руководителями новопровозглашённой Венгерской Советской Республики. Лидер венгерских коммунистов Бела Кун обещал Винниченко помочь ему договориться с представителями Советской России о создании единого революционного фронта России, Венгрии и Украины против сил Антанты, однако переговоры так и остались безрезультатными.
Во второй половине 1919 года Винниченко переехал в Австрию, где написал своё главное произведение — трёхтомную мемуарно-публицистическую работу «Возрождение нации (История украинской революции. Март 1917 г. — декабрь 1919 г.)» (укр. «Відродження нації»). В этом произведении, являющемся ценным источником для изучения и понимания сложных политических процессов после революции 1917 года, Винниченко выступает с левых позиций, называя себя «украинским коммунистом» и ставя в вину большевикам недостаточное внимание к национальному фактору. Поскольку в это время бывший глава Директории ближе всего стоял к марксистским позициям, он попытался организовать новую партию с коммунистической социально-экономической программой и с «национальной спецификой». В конце 1919 Винниченко объявил о своём выходе из УСДРП и организовал в Вене Заграничную группу Украинской коммунистической партии, а также создал её печатный орган — газету «Нова доба», в которой опубликовал своё письмо-манифест «К классово несознательной украинской интеллигенции», возвестив о своём переходе на марксистскую платформу.
В начале 1920 года вышел на контакт с советскими представителями и начал интенсивные переговоры о возможности возвращения на родину и участия в советских органах власти. Советское руководство и лично Владимир Ленин с благосклонностью отнеслись к просьбе эмигранта. В мае 1920 года Винниченко с женой прибыл в Советскую Россию и посетил Москву, встречался с Лениным, Львом Троцким, Григорием Зиновьевым, Львом Каменевым, Георгием Чичериным, Христианом Раковским и Николаем Скрипником, предложившими ему присоединиться к Российской коммунистической партии (большевиков) /РКП(б)/.
Первоначально Винниченко принял их предложение, вступив в РКП(б) и заняв пост заместителя председателя Совнаркома Украинской Социалистической Советской Республики с портфелем наркома иностранных дел и кооптацией в члены ЦК Коммунистической партии (большевиков) Украины. Однако, поскольку его так и не ввели в состав Политбюро КП(б)У, Винниченко отказался от участия в работе правительства УССР и в середине сентября 1920 года выехал из Харькова в Москву, а оттуда повторно эмигрировал. Вернувшись в Вену и продолжая издавать в 1920—1922 годах в Вене фактически коммунистический по направленности журнал, Винниченко выступил с критикой национальной и социальной политики РКП(б) и Советского правительства. Тем не менее, в УССР в 1920-е годы Винниченко продолжали считать пролетарским писателем, и дважды было издано собрание его сочинений: 21-томное (1923—1928) и 23-томное (1928—1930). В 1933 году Винниченко, протестуя против голодомора 1932—1933 годов на Украине, обратился с открытым письмом к Политбюро ЦК КП(б)У; после этого сочинения Винниченко были запрещены и изъяты из всех библиотек СССР.
После 1922 года Винниченко переехал в Чехословакию. В сентябре 1925 года он снова обратился в советское полпредство с ходатайством о разрешении ему и его единомышленникам вернуться на Украину. Группа украинских эсеров-эмигрантов, встревоженная поступком Винниченко, обратилась к эсеру Григорьеву с требованием объяснить побуждения Винниченко. Григорьев ответил им в секретном письме, что «…вопрос возвращения Винниченко на Украину нельзя понимать как признание большевистской власти на Украине. Борьба с большевистской властью является более целесообразной изнутри, чем извне».
Последующие 30 лет Винниченко провёл в Европе, преимущественно во Франции, куда он перебрался в 1925 году. Первоначально жил в Париже, а с 1933 года — в городке Мужен близ Канн, в небольшой усадьбе, где продолжал внимательно следить за событиями в СССР, занимался сельским хозяйством, литературным творчеством и живописью. Разработал собственную мировоззренческую концепцию «конкордизма».
Во время Второй мировой войны за отказ сотрудничать с нацистами был заключён в концентрационный лагерь, серьёзно подорвавший его здоровье. После окончания войны призвал к всеобщему разоружению и мирному сосуществованию народов мира. В романе «Слово за тобой, Сталин!» (1950) обратился к председателю Совета министров СССР с предложениями демократизации в Советском Союзе (разделы 22 и 23 романа).
Умер 6 марта 1951 года. Похоронен на кладбище городка Мужен (департамент Приморские Альпы, Франция).

## Литературная деятельность
Винниченко начал печататься в 1902 году (рассказ «Сила и красота» был опубликован в журнале «Киевская старина»). Публиковал реалистические романы, рассказы и пьесы. Подвергался критике за проповедь ницшеанства и индивидуализм. Удостоился отрицательных отзывов М. Горького и В. Ленина. Ленин оставил в письме к Инессе Арманд по поводу романа Винниченко «Заветы отцов» знаменитую фразу: «Архискверное подражание архискверному Достоевскому», — и выразил сожаление, что тратил время на чтение. Что касается Горького, то периоды сближения, обещания издать винниченковский трёхтомник на русском, сменялись охлаждениями. Разрыв произошёл в 1928 году, когда Горький назвал украинский язык «наречием». Владимир Кириллович опубликовал открытое письмо, где сравнил Алексея Максимовича с царским министром Валуевым. Положительные отзывы на ранние произведения Винниченко оставили Иван Франко, Леся Украинка, Михаил Коцюбинский. В статье «Новости нашей культуры» (1907) И. Франко замечает: «Среди вялой, тонко-артистической и малосилой или ординарно шаблонованной и бесталанной генерации современных украинских писателей вдруг вынырнуло что-то такое очень решительное, мускулистое и полное темперамента, что-то такое, что не лезет в карман за словом, а сыплет его потоками, что не сеет сквозь сито, а валом валит, как сама жизнь… не знает границ…своего пластического творчества…». Классик белорусской литературы Максим Богданович так откликнулся на издание собрания сочинений украинского автора: «Перед нами писатель с выразительным обликом, резкий, прямолинейный, ставящий острые вопросы и отнюдь не стремящийся сгладить их остроту… у него много красоты».
Романы «Честность с собой» (1911) и «На весах жизни» (1912) изначально были написаны и изданы на русском, автор перевёл их на украинский впоследствии. Сборник «Рассказы» в 1911 году был издан в авторском переводе с украинского на русский в Москве.
В 1921—1924 годах написал роман «Солнечная машина» (укр. «Сонячна машина»), который считается первым в украинской литературе утопическим романом. Позднее создал ещё несколько произведений социально-утопического направления — романы «Новый завет» (укр. «Нова заповідь», 1931—1933), «Вечный императив» (укр. «Вічний імператив», 1936) и «Лепрозорий» (укр. «Лепрозорій», 1938)

## Фильмография

### Экранизации произведений
| Год  | Страна   | Название                         | Режиссёр            | Примечания                                                  |
| ---- | -------- | -------------------------------- | ------------------- | ----------------------------------------------------------- |
| 1918 | УНР      | «Ступени дьявола»                | Георгий Азагаров    | Художественный фильм                                        |
| 1918 | УНР      | «Брехня»                         | Вячеслав Высковский | Художественный фильм                                        |
| 1921 | Германия | «Чёрная пантера»                 | Йоханнес Гутер      | по мотивам пьесы «Чёрная пантера и Белый медведь»           |
| 1929 | СССР     | «Приключения Полтинника»         | Аксель Лунгин       | Художественный фильм, фильмофонд Центра Александра Довженко |
| 1989 | СССР     | «Закон»                          | Юрий Суярко         | Короткометражный фильм                                      |
| 1990 | СССР     | «Чёрная пантера и Белый медведь» | Олег Бийма          | Телевизионный фильм                                         |
| 1993 | Украина  | «Грех»                           | Олег Бийма          | Телевизионный двухсерийный фильм                            |
| 1993 | Украина  | «Записки курносого Мефистофеля»  | Юрий Лащенко        | Телевизионный фильм                                         |
| 1995 | Украина  | «Остров любви»                   | Олег Бийма          | Новелла «Обручение»                                         |
| 2014 | Украина  | «Момент»                         | Александр Тесленко  | Короткометражный фильм                                      |
| 2014 | Украина  | «Солдатики»                      | Андрей Кучмий       | Короткометражный фильм                                      |

### Киновоплощения Владимира Винниченко
| Год  | Страна  | Название                        | Режиссёр                          | Владимир Винниченко  | Примечания |
| ---- | ------- | ------------------------------- | --------------------------------- | -------------------- | ---------- |
| 1939 | СССР    | «Щорс»                          | Александр Довженко Юлия Солнцева  | Дмитрий Милютенко    |            |
| 1957 | СССР    | «Правда»                        | Виктор Добровольский Исаак Шмарук | Георгий Бабенко      |            |
| 1970 | СССР    | «Мир хижинам — война дворцам»   | Исаак Шмарук                      | Владислав Стржельчик |            |
| 1970 | СССР    | «Семья Коцюбинских»             | Тимофей Левчук                    | Харий Лиепиньш       |            |
| 2018 | Украина | «Тайный дневник Симона Петлюры» | Олесь Янчук                       | Евгений Нищук        |            |

## Память о Винниченко

Памятник Владимиру Винниченко в Кропивницком

В 2005 году к 125-летию со дня рождения Владимира Винниченко:
- 30 ноября 2005 года Национальный Банк Украины ввёл в обращение памятную монету номиналом 2 гривны[12].
- Почта Украины выпустила марку номиналом 45 копеек с портретом Владимира Винниченко, указанием годов его жизни и образца личной подписи на фоне здания Украинской Центральной рады.

Портрет Винниченко изображён также на памятной монете номиналом 2 гривны, введённой в обращение Национальным банком Украины 27 декабря 2007 года, посвящённой первому правительству Украины — Генеральному секретариату, который действовал с 15 июня 1917 года до 9 января 1918 года.

## Галерея

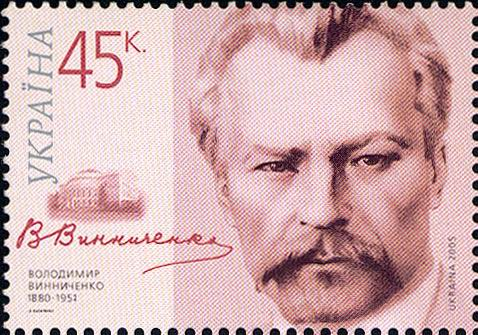
Почтовая марка Украины, посвящённая В. К. Винниченко, 2005 (Михель 725)
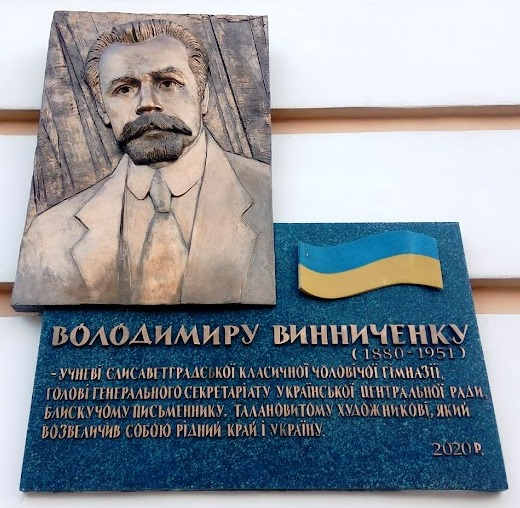
Мемориальная доска В. К. Винниченко на фасаде дома бывшей мужской гимназии по улице Шевченко 3 в Кропивницком